# WWW (テレビ番組)
『WWW』（スリーダブリュー）は、読売テレビで2008年4月4日から同年9月26日まで放送されていたバラエティ番組である。同局の深夜番組放送枠『音笑!ミックスジュース』第1部の番組として放送された。

## 概要
吉本興業のお笑い芸人たちが各々の持ち味を活かしたバラエティ企画を担当していた深夜番組である。主な企画に、ココリコが店のフロアレディを務めるスターの卵5人にお笑い講座を開く「ショーパブWWW」や、トータルテンボスが女性の美容やファッションをネタにした企画を遂行する「トータルPOLICE」、森三中の黒沢かずこが担当する「黒沢かずこの過本彩」などがあった。
番組タイトルには "WWW" を用いていたが、これはタイトルロゴに添えられていた副題によれば "World Wide Web" の略ではなく、"Wakai Warai World"（若ーい、笑い、ワールド）の略とのことである。

## 出演者
- 遠藤章造（ココリコ）
- 田中直樹（ココリコ）
- 大村朋宏（トータルテンボス）
- 藤田憲右（トータルテンボス）
- 徳井健太（平成ノブシコブシ）
- 吉村崇（平成ノブシコブシ）
- 村田秀亮（とろサーモン）
- 久保田和靖（とろサーモン）
- 後藤淳平（ジャルジャル）
- 福徳秀介（ジャルジャル）
- 黒沢かずこ
- 出雲阿国
- エド・はるみ

## スタッフ
- ディレクター：関聖子、大坪正季、鈴木康浩、川田忠仁、小林ちひろ、吉田昌平、長坂信行
- 構成：長谷川朝二/遠藤敬、小杉四駆郎
- ナレーター：佐藤大（グランジ）
- TP：長滝淳子
- CAM：宮崎健司
- VE：宮本学
- AUD：片山修
- 音響効果：遠藤治朗
- 編集：定野正司
- MA：岩下順
- 美術：永田勝明
- 美術進行：塚原淳司
- スタッフ協力：クロスブリード、バックアップメディア
- 技術協力：ニユーテレス、フジアール、アンサーズ、サウンドエフェクト
- 宣伝：丸谷忍
- 企画監修：高須光聖
- 制作進行：泉亜希子
- AP：礒田裕子、山本美沙恵
- 協力プロデューサー：西田治朋、並木慶
- 制作協力：吉本興業
- プロデューサー：西田二郎/中村元信、勝田恒次、奥井剛平、若生さとみ
- チーフプロデューサー：武野一起
- 制作著作：ytv

## 放送局
| 放送対象地域   | 放送局     | 系列           | 放送日時                     | 備考                                      |
| -------------- | ---------- | -------------- | ---------------------------- | ----------------------------------------- |
| 近畿広域圏     | 読売テレビ | 日本テレビ系列 | 金曜 0:29 - 0:59（木曜深夜） | 制作局 （『音笑!ミックスジュース』第1部） |
| 香川県・岡山県 | 西日本放送 | 日本テレビ系列 | 金曜 1:34 - 2:04（木曜深夜） |                                           |
| 福岡県         | 福岡放送   | 日本テレビ系列 | 木曜 0:59 - 1:29（水曜深夜） |                                           |